# Catedral de Teziutlán
La catedral de Santa María de la Asunción es una catedral ubicada en  la ciudad de Teziutlán, México. Antiguamente fue una ermita dedicada a San Miguel Arcángel, posteriormente se convirtió en capilla del Rosario. El 19 de junio de 1931, la parroquia fue elevada a catedral, con motivo del cambio de sede episcopal pasando de la ciudad de Papantla a Teziutlán, quedando como primer obispo de la diócesis de Papantla el Excmo. Sr. Nicolás Corona.

## Historia
Tiene inicios en el año de 1952, cuando se labraron 4388 piezas de piedra de cantera rosa de Xaltipan para su fachada, se concluyó el 30 de abril de 1954. El Ing. Eduardo Acevedo, el ing. Daniel Rodríguez y los cantereros Ricardo Medina y Ambrosio Méndez formaron parte del grupo de construcción.
Antiguamente en tiempos de la conquista se le llamaba Ermita de San Miguel, posteriormente adquirió el nombre de la parroquia de la asunción, y fue durante las fiestas de San José, (segundo patrono), el 19 de marzo de 1819, que sufre un incendio destruyéndose casi en su totalidad con excepción del sagrario y de la capilla del rosario. En 1821 el párroco Manuel Ignacio Vázquez inicia la reconstrucción nuevamente en madera, sin ninguna torre adosada, y solamente una torre aislada que servía como campanario en la esquina suroeste del atrio. El 19 de junio de 1931 es elevada a catedral con motivo del cambio de sede episcopal de la ciudad de Papantla a Teziutlán. En 1941 se funde la campana mayor con un peso de 4 toneladas llamada «Santa María de la Asunción».